# Craménil
Craménil – miejscowość i gmina we Francji, w regionie Normandia, w departamencie Orne.
Według danych na rok 1990 gminę zamieszkiwało 155 osób, a gęstość zaludnienia wynosiła 19 osób/km² (wśród 1815 gmin Dolnej Normandii Craménil plasuje się na 731. miejscu pod względem liczby ludności, natomiast pod względem powierzchni na miejscu 638.).